# Șintereag
Șintereag (węg. Somkerék) – wieś w Rumunii, w okręgu Bistrița-Năsăud, w gminie Șintereag. W 2011 roku liczyła 901 mieszkańców.